# The Great Servant Question
The Great Servant Question è un cortometraggio muto del 1904 diretto da Lewin Fitzhamon.

## Trama
Un agente aiuta una domestica licenziata a riprendersi le sue cose.

## Produzione
Il film fu prodotto dalla Hepworth.

## Distribuzione
Distribuito dalla Hepworth, il film - un cortometraggio della lunghezza di 91,4 metri - uscì nelle sale cinematografiche britanniche nel maggio 1904.
Non si hanno altre notizie del film che si ritiene perduto, forse distrutto nel 1924 quando il produttore Cecil M. Hepworth, ormai fallito, cercò di recuperare l'argento del nitrato fondendo le pellicole.